# Białogard Miasto
Białogard Miasto – zlikwidowana stacja kolejowa kolei wąskotorowej (Białogardzka Kolej Dojazdowa) w Białogardzie, w województwie zachodniopomorskim, w Polsce.